# Veratraldehyde
Veratraldehyde (3,4-dimethoxybenzaldehyde) is een aldehyde, afgeleid van benzaldehyde, van veratrol of van vanilline. Het komt in de natuur voor, onder meer in kleine hoeveelheden in framboos en pepermunt.

## Synthese
Veratraldehyde wordt geproduceerd door de methylering van vanilline met behulp van dimethylsulfaat, of door de formylering van veratrol.

## Toepassingen
Veratraldehyde heeft een aangename geur en wordt veel gebruikt als aromastof in voedingsmiddelen, kauwgum, tabak en dergelijke. Het is veilig bij de gebruikte dosissen.
Het is ook een intermediaire verbinding voor de synthese van andere verbindingen, waaronder farmaceutische stoffen.
Bij de elektrodepositie van zink of zink-nikkellegeringen worden veratraldehyde en verwante aldehyden gebruikt als "brightener" die het product meer doen glanzen.
Veratraldehyde blijkt ook de doeltreffendheid van het fungicide kresoxim-methyl te verhogen tegen toxische Aspergillus-schimmels.